# Xi1 Ceti
Xi1 Ceti (ξ1  Ceti, förkortat Xi1 Cet, ξ1  Cet) som är stjärnans Bayerbeteckning, är en dubbelstjärna belägen i den norra delen av stjärnbilden Valfisken (stjärnbild). Den har en kombinerad skenbar magnitud på 4,37 och är synlig för blotta ögat där ljusföroreningar ej förekommer. Baserat på parallaxmätning inom Hipparcosuppdraget på ca 8,5 mas, beräknas den befinna sig på ett avstånd av ca 380 ljusår (ca 118 parsek) från solen.

## Egenskaper
Ny Ceti A är en gul till vit jättestjärna av spektralklass G6 eller 8 III. Den har en uppskattad massa som är ca 4 gånger större än solens massa, en radie som är ca 1,7 gånger större än solens och utsänder från dess fotosfär ca 190 gånger mera energi än solen vid en effektiv temperatur på ca 4 200 K.
Xi1 Ceti upptäcktes som spektroskopisk dubbelstjärna år 1901 av William Wallace Campbell med användning av Mills-spektrografen vid Lick Observatory. Primärstjärnans följeslagare är en huvudseriestjärna av spektralklass A2V med en massa som är omkring dubbelt så stor som solens och en 30 gånger större ljusstyrka. De är separerade med 0,012 bågsekunder i en omloppsbana på 4,2 AE, mindre än avståndet mellan Jupiter och Solen.
Xi1 Ceti A uppvisar egenskaper som liknar en förmörkelsevariabel. Ockultationer med månen har ännu inte bekräftat förekomsten av en andra misstänkt följeslagare. Primärstjärnan är emellertid en bariumstjärna vilket tenderar att bekräfta den osynliga följeslagaren.